# Harold Holt
Harold Edward Holt CH (5 tháng 8 năm 1908 – được xem là đã chết ngày 17 tháng 12 năm 1967) là một nhà chính trị Úc và trở thành Thủ tướng Úc thứ 17 vào năm 1966. Nhiệm kỳ thủ tướng của ông đã bị đột ngột chấm dứt vào tháng 12 năm sau khi ông biến mất khi đang bơi tại bãi tắm Cheviot gần Portsea và được cho là đã bị chết chìm.
Holt đã trải qua 32 năm trong Quốc hội, bao gồm nhiều năm làm bộ trưởng cấp cao trong Nội các nhưng ông chỉ làm thủ tướng trong 22 tháng. Điều này đã tất yếu làm hạn chế ảnh hưởng cá nhân và chính trị của ông, đặc biệt khi so với người tiền nhiệm ông là Robert Menzies (làm thủ tướng trong 18 năm).
Ngày nay, Holt chủ yếu được nhớ đến vì hoàn cảnh thương tâm của cái chết của ông và vì vai trò gây tranh cãi của ông trong việc mở rộng sự tham gia của Úc vào cuộc Chiến tranh Việt Nam và nổi tiếng (hay tai tiếng) vì câu trích dẫn "All the way with LBJ". Theo ý kiến của người ghi tiểu sử ông Tom Frame, điều này đã làm mờ đi nhiều thành tựu khác của trong sự nghiệp chính trị xuất sắc lâu dài của ông.

## Thiếu thời
Holt sinh ngày 5 tháng 8 năm 1908 tại nhà của cha mẹ ông ở Stanmore, New South Wales, ngoại ô Sydney. Ông là con trai đầu trong số hai người con trai của Olive May (nhũ danh Williams; trước đây là Pearce) và Thomas James Holt; em trai của ông, Clifford, sinh năm 1910. Cha mẹ ông đã kết hôn bảy tháng trước khi ông ra đời, vào tháng 1 năm 1908. Về phía cha mình, Holt là cháu của James Holt, một người thợ mỏ từ Birmingham, Anh, người đã đến New South Wales vào năm 1829. Ông nội của ông, Thomas Holt Sr., sở hữu một tài sản nông nghiệp lớn ở Nubba, và hai lần được bầu làm thị trưởng của Wallendbeen gần đó. Cha của Holt được đào tạo như một giáo viên ở Sydney và khi Harold được sinh ra, làm giáo viên thể dục tại Trường Cleveland Street ở Surry Hills. Mẹ của Holt sinh ra ở Eudunda, Nam Úc, và có tổ tiên là người Cornwall, Anh, Đức và Ireland; chị gái của bà là nữ diễn viên Vera Pearce.

## Sự nghiệp chính trị ban đầu

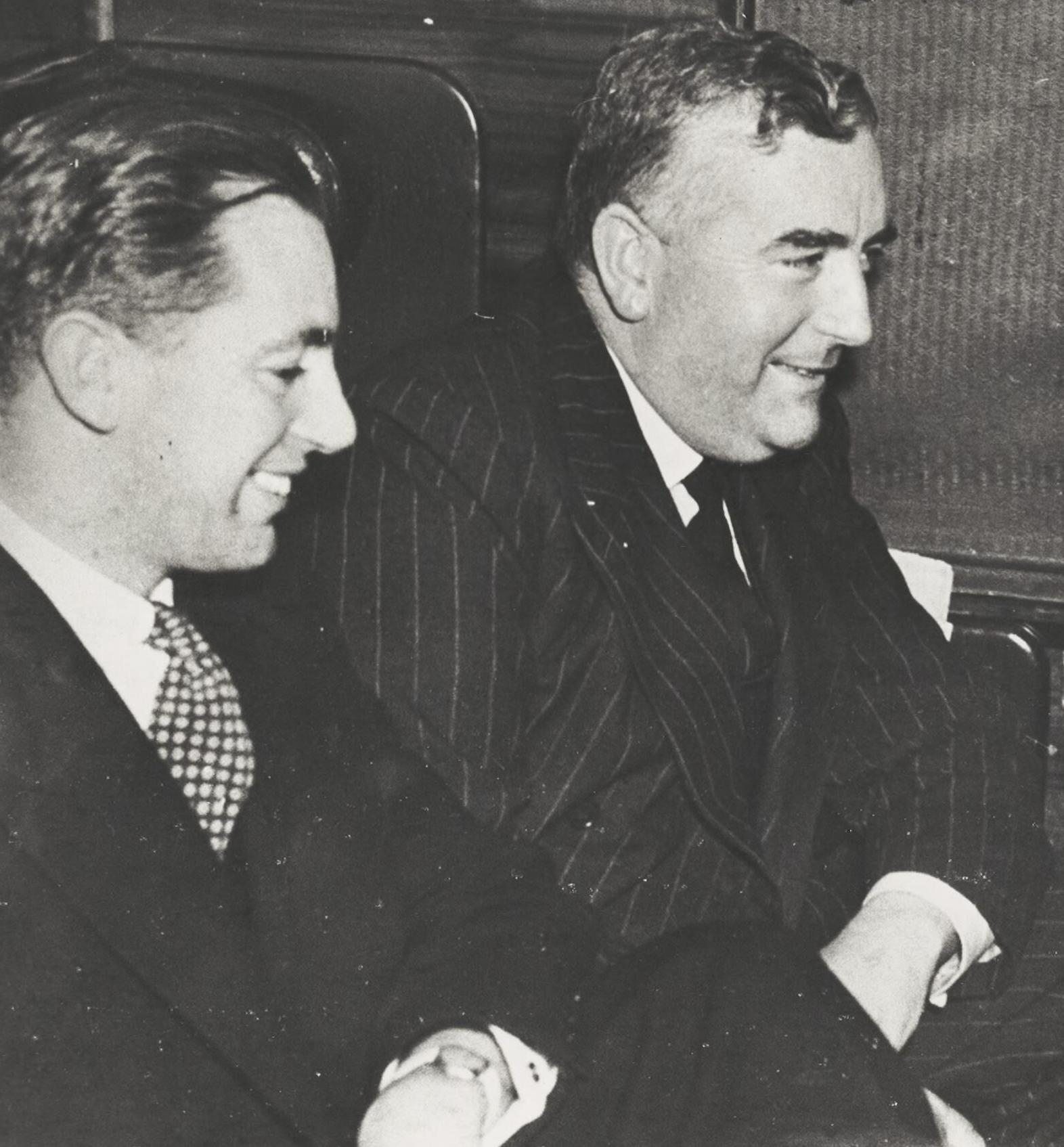
Holt và Robert Menzies vào ngày 26 tháng 4 năm 1939, ngày mà Menzies trở thành Thủ tướng

Năm 1933, Holt gia nhập Thanh niên dân tộc, cánh thanh niên của Đảng thống nhất Australia.  Ông đã vun đắp tình bạn với Mabel Brookes, và thông qua Brookes đã làm quen với các thành viên cấp cao của Liên đoàn quốc gia phụ nữ Úc (AWNL) có ảnh hưởng. Ông cũng bảo đảm được sự bảo trợ của Robert Menzies, người mà anh ta có cùng xuất thân và quan điểm chính trị.  Tại []Bầu cử liên bang Úc năm 1934|cuộc bầu cử liên bang năm 1934]], Holt đã ứng cử UAP trong Bộ phận của Yarra.  Đó là chỗ ngồi an toàn cho Đảng Lao động, do lãnh đạo của đảng (và cựu thủ tướng) James Scullin nắm giữ. Holt thua đậm, đúng như dự đoán, nhưng được khen ngợi vì tài vận động của mình.  Đầu năm sau, ông tranh chấp Clifton Hill - một ghế khác của Đảng Lao động an toàn - tại cuộc bầu cử bang Victoria, thua Bert Cremean.  Holt cuối cùng đã được bầu vào quốc hội trong nỗ lực thứ ba của mình, giành chiến thắng một cuộc bầu cử liên bang cho ghế của Fawkner vào tháng 8 năm 1935; người tiền nhiệm của ông, George Maxwell, đã qua đời tại chức.  Anh ấy đã thắng UAP chọn trước trước năm ứng cử viên khác, một chiến thắng mà  Smith's Weekly  được cho là nhờ các "bố già chính trị" của anh ấy trong AWNL. Ghế ngồi của ông tập trung vào các vùng ngoại ô phía đông giàu có của Melbourne.